# Super Electric
„Super Electric” – siódmy singel fińskiego zespołu Bomfunk MC’s, który został wydany w 2001 roku. Został umieszczony na albumie Burnin’ Sneakers.

## Lista utworów
- CD singel (2001)[1]

1. „Super Electric” (Radio Edit) – 3:40
2. „Super Electric” (Extended Version) – 5:05

## Notowania na listach sprzedaży
| Kraj       | Lista (2001/2002) | Najwyższa pozycja | Certyfikat | Sprzedaż |
| ---------- | ----------------- | ----------------- | ---------- | -------- |
| Finlandia  | Top 10 Singles    | 1                 | platyna    | 14 073   |
| Norwegia   | Top 20 Singles    | 13                | –          |          |
| Szwecja    | Top 60 Singles    | 29                | –          |          |
| Australia  | Top 50 Singles    | 39                | –          |          |
| Niemcy     | Top 100 Singles   | 58                | –          |          |
| Austria    | Singles Top 75    | 58                | –          |          |
| Szwajcaria | Top 100 Singles   | 59                | –          |          |
| Holandia   | Single Top 100    | 75                | –          |          |